# Antonio Tornal
Antonio Tornal (16 de diciembre de 2001) es un deportista dominicano que compite en judo. Ganó una medalla de bronce en los Juegos Panamericanos de 2023 y dos medallas de bronce en el Campeonato Panamericano de Judo, en los años 2024 y 2025.

## Palmarés internacional
| Juegos Panamericanos    | Juegos Panamericanos    | Juegos Panamericanos | Juegos Panamericanos |
| Año                     | Lugar                   | Medalla              | Categoría            |
| ----------------------- | ----------------------- | -------------------- | -------------------- |
| 2023                    | Santiago (Chile)        | Medalla de bronce    | Equipo mixto         |
| Campeonato Panamericano |                         |                      |                      |
| Año                     | Lugar                   | Medalla              | Categoría            |
| 2024                    | Río de Janeiro (Brasil) | Medalla de bronce    | –73 kg               |
| 2025                    | Santiago (Chile)        | Medalla de bronce    | –73 kg               |